# Thapsinillas affinis
El bulbul colidorado (Thapsinillas affinis) es una especie de ave paseriforme perteneciente a la familia Pycnonotidae endémica de las Molucas.

## Taxonomía
El bulbul colidorado fue descrito científicamente por los naturalistas franceses Jacques Bernard Hombron y Honoré Jacquinot en 1841, como Criniger affinis. Posteriormente fue clasificado en el género Alophoixus, hasta 2008 cuando se trasladó al género Thapsinillas, y se escindieron de la especie los hasta entonces considerados conespecíficos: el bulbul de las Sulu y el bulbul de la Buru.

## Distribución y hábitat
Se encuentra únicamente en las islas de Ceram y Ambon, en el este de las Molucas. Su hábitat natural son los bosques húmedos tropicales de las tierras bajas.